# Ramón Olaguer Feliú y Rogells
Ramón Olaguer Feliú y Rogells (Ceuta, 25 de novembre de 1784 - Sevilla, 8 de gener de 1831) va ser un diputat, ministre i polític espanyol. Entre les obres que es van fer durant el seu exercici polític, cal destacar el Reglament General d'Instrucció pública, decretat per les Corts en 29 de juny de 1821, precedent del Pla General d'Instrucció Pública, la Llei Pidal i la Llei Moyano.

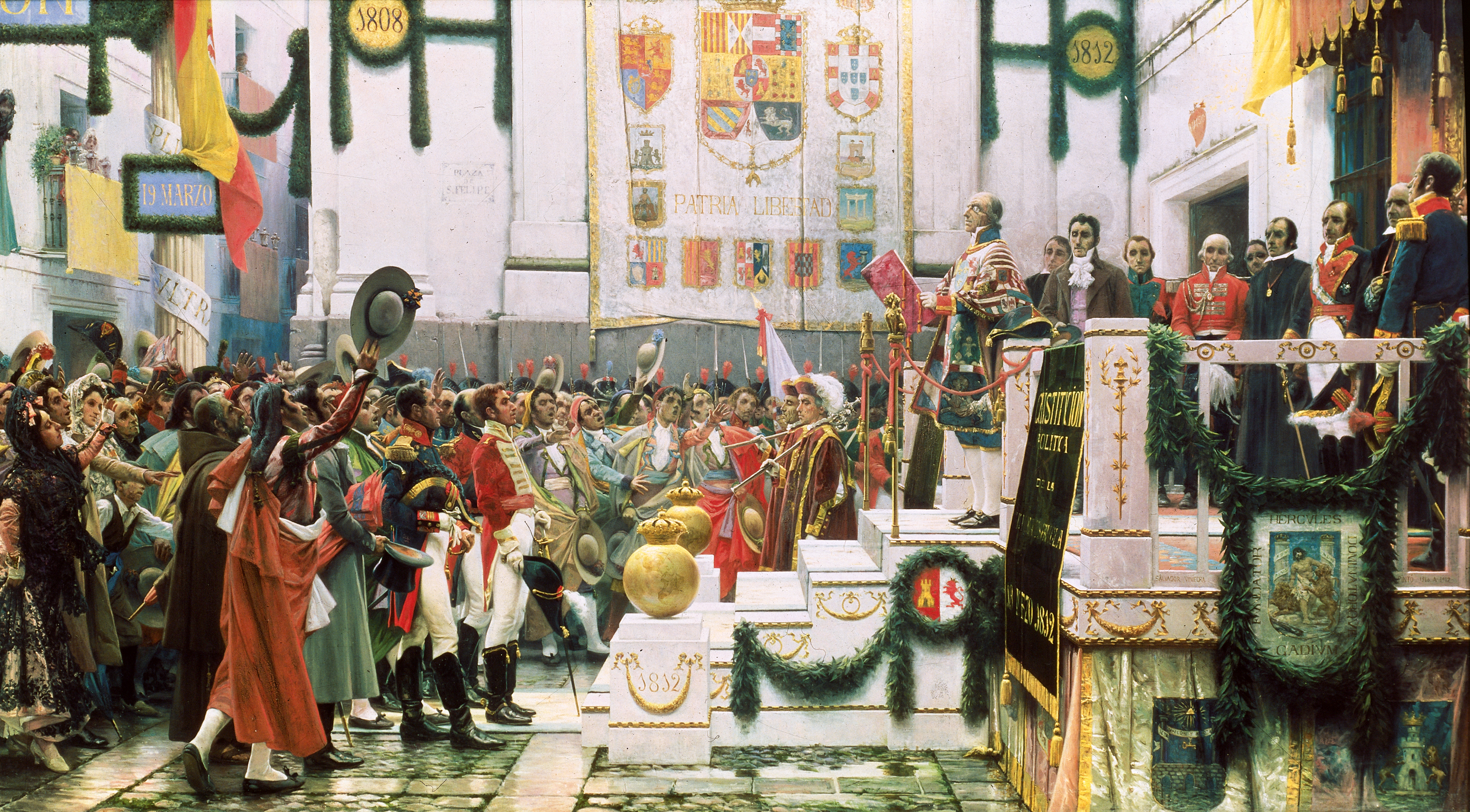
La promulgació de la Constitució de 1812, obra de Salvador Viniegra (Museu de les Corts de Cadis).

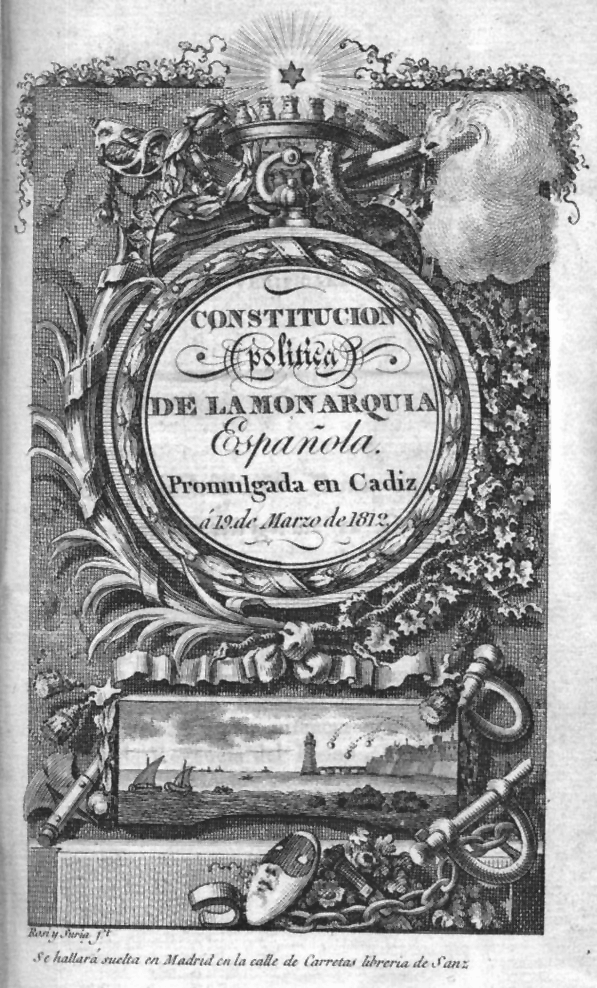
Constitució de 1812

## Biografia
Va néixer ena Ceuta el 25 de novembre de 1784 i va morir a Sevilla, el 8 de gener de 1831. En 1793 es va traslladar en Lima, capital del Virregnat del Perú, ingressant com a cadet en el Regiment Reial de Lima, on va aconseguir el grau de subtinent. Va estudiar en el Col·legial Major de Sant Carles, on es va matricular en Lleis el 29 de maig de 1802. Va ser mestre del Convictori Carolí, batxiller en cànons i lleis en la Universitat de San Marcos, exercint brillantment com a advocat.
En 1806 va escriure el llibre El uso de la lengua vulgar en el estudio de las ciencias, publicat a Lima.
En 1808 va ser escollit diputat per les províncies del Perú a les Corts de Cadis, i després va ser triat a Cadis pels trenta-dos electors corresponents, el 20 de setembre de 1810, jurant el seu càrrec el dia 24.
Va ser un defensor de la sobirania popular enfront del concepte de sobirania nacional, va utilitzar el Contracte Social de Rousseau com la base teòrica per les seves reivindicacions.
| « | «...Després perquè hi hagi una veritable representació de tota la sobirania nacional, cal que hi hagi una veritable representació de la part que en ella té la sobirania d'Amèrica; i no serà veritable sinó quan sigui proporcional als elements que es compon; és a dir, proporcional a la suma de sobiranies de les seves províncies, que és proporcional a la suma de sobiranies dels pobles, que és proporcional a la suma dels seus individus. Aquesta em sembla una demostració matemàtica tan rigorosa, que no dubtaria fer-la valent-me de les expressions i fórmules de l'àlgebra. ...hi ha homes que no es terroritzarien encara que sabessin que Napoleó havia portat a Espanya 50.000 francesos més, i paliden només en entreveure que la representació americana pot ser més nombrosa que l'europea. | » |

Molt crític amb la poca representació americana en les Corts Extraordinàries, va demanar un augment de la mateixa en aquestes Corts, encara que es projectés fonamentalment en les futures Ordinàries, doncs en cas contrari, la Constitució quedaria sense valor algun a Amèrica. Va defensar al costat del diputat Dionisio Inca Yupanqui l'abolició dels impostos que requeien sobre els indígenes.
Va ser escollit Secretari de les Corts el 24 de maig de 1811, amb vuitanta-nou vots al seu favor. Va ser un dels signants de la Constitució de 1812 (la Pepa), que va ser la primera constitució d'Espanya.
En 1813 va defensar que es nomenés regent a la infanta Carlota Joaquima. Aquest mateix any va tornar a ser escollit diputat per Perú a les Corts ordinàries, de nou escollit Secretari al setembre de 1813.
Va ser comissionat per rebre Ferran VII en la seva entrada a Madrid, a causa que havia estat recentment alliberat per Napoleó, on el Rei havia de jurar la Constitució espanyola de 1812. El rei no va rebre a la comissió i, poc després, en una reacció absolutista del seu regnat, va disposar capturar als diputats. Ell i la resta dels diputats foren jutjats i condemnats a vuit anys de presó, al castell de Benasc en 1814.
Posteriorment va administrar els béns del marquès de Villafranca, duc de Montalto i marquès dels Vélez. Va ser designat marmessor testamentari del seu oncle el Mariscal de camp Manuel Olaguer Feliú i en 1825, a Sevilla, va ser testimoni en el poder realitzat pel seu cosí, el Capità d'infanteria Enrique Olaguer Feliú y de la Guarda.
En 1820 va formar part de la Junta Superior Governativa d'Aragó que es va constituir a Saragossa per organitzar el trànsit al nou sistema polític, adoptant com a bandera la Constitució de 1812.
En el Trienni Liberal, durant la crisi ministerial de març de 1821 va ser nomenat Secretari d'Estat i del Despatx de la Governació d'Ultramar, encara que als pocs dies va ser designat per exercir interinament a més la Secretària de la Governació de la Península a causa de la malaltia del seu predecessor Mateo Valdemoros de la Cruz. El 4 de maig de 1821 va ser designat oficialment pel Rei per exercir el càrrec de Secretari d'Estat i del Despatx de la Governació de la Península constituint-se en el veritable home fort del gabinet liberal presidit per Bardaxí, tal va ser la seva influència que el segon govern constitucional és conegut com el ministeri Bardaxí-Feliú. El distintiu d'aquest ministeri va ser tractar de mantenir l'ordre, enfront de l'anarquia interna de l'època i la revolucions a les colònies, amb les derrotes dels exèrcits espanyols, com la caiguda del Callao davant l'exèrcit del Gral. José de San Martín (juliol de 1821), la revolta de la província de Maracaibo i les forces espanyoles sofrint una gran derrota en sls plans de Carabobo (juny de 1821), entre d'altres.